# Circuit de voie
 (novembre 2013).
Si vous disposez d'ouvrages ou d'articles de référence ou si vous connaissez des sites web de qualité traitant du thème abordé ici, merci de compléter l'article en donnant les références utiles à sa vérifiabilité et en les liant à la section « Notes et références ».
Un circuit de voie est un système de détection des circulations qui utilise un  circuit électrique, empruntant les rails d'une voie ferrée, pour détecter la présence d'un train dans la section de voie considérée appelée zone. Ce dispositif de détection de circulation peut être utilisé conjointement ou seul pour commander automatiquement les signaux. Ces signaux peuvent être des signaux d'arrêt comme ceux qui servent à la protection d'appareils de voie (aiguillages), ils peuvent être aussi des signaux d'espacement. Dans les systèmes dit de block automatique (comme le block automatique lumineux, ou BAL), ce dispositif sert à réguler l'espacement des trains, selon le principe du cantonnement.

## Principe

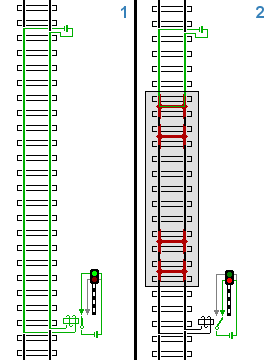
Principe du circuit de voie.

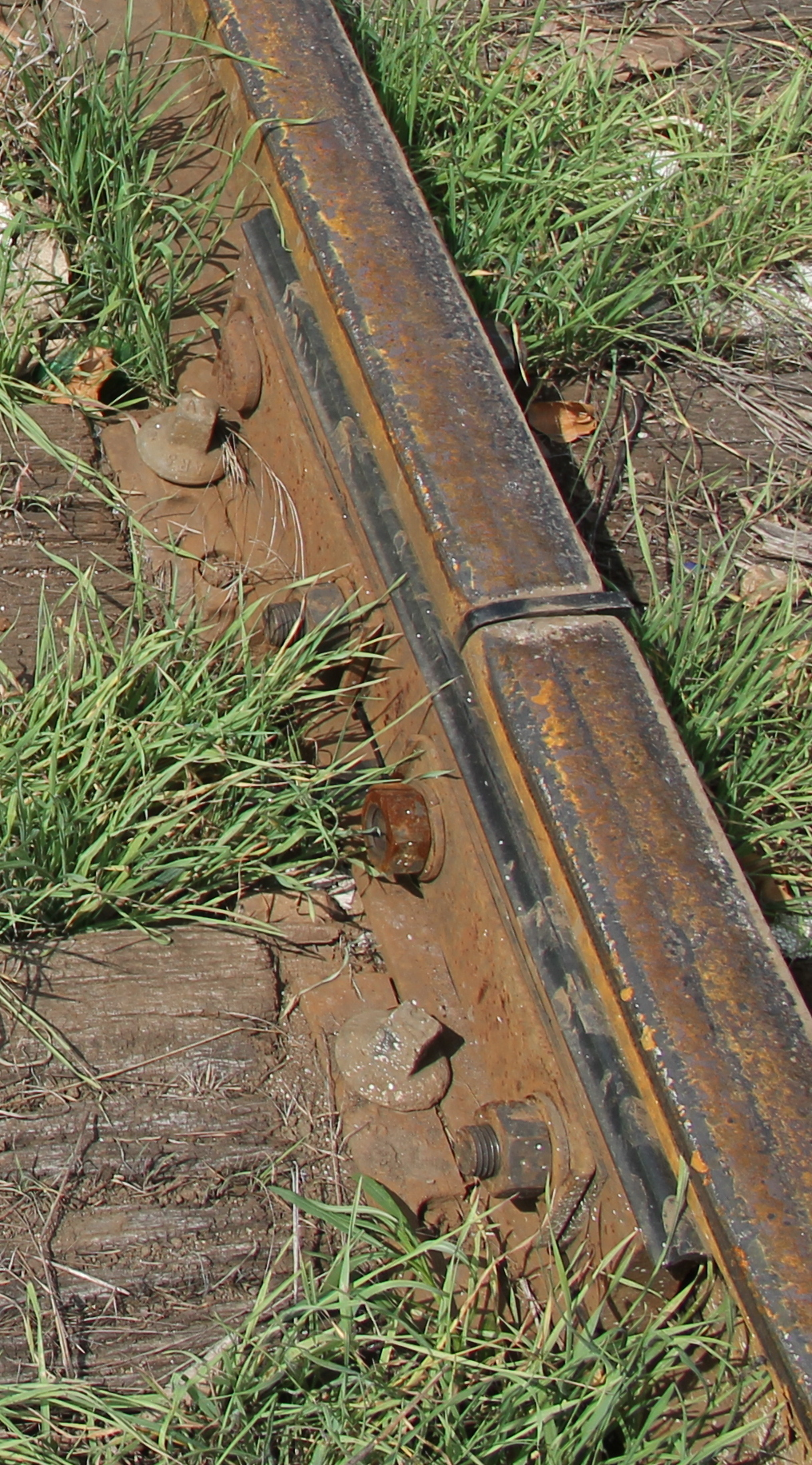
Isolant à la jonction de 2 rails, ici entre une voie SNCF et une voie du port de Rouen.

Un circuit de voie est formé par l'application d'une tension électrique à chaque file de rail d'une section donnée (les rails étant isolés de ceux des sections adjacentes) et inclut un relais à bobine. En l'absence de véhicule ferroviaire (cas 1 ci-contre), le relais est sous tension et les contacts sont collés.  En présence d'un véhicule (cas 2 ci-contre), il se produit une espèce de court-circuit que l'on appelle shuntage ; une partie du courant est dérivé par les roues et l'essieu, métalliques donc conducteurs, ce qui provoque l'ouverture des contacts du relais. Ce relais commande à son tour un circuit alimentant le signal à l'entrée de la section (ou canton).
Les circuits de voie supposent que les traverses soient isolantes, et une haute résistance électrique du ballast. Les traverses en bois sont bien adaptées, cependant les circuits de voie peuvent aussi fonctionner avec des traverses béton ou métalliques munies de dispositifs isolants, souvent préférées dans les pays tropicaux où les traverses en bois peuvent être attaquées  par les termites. Certains tronçons de voie trop humides ou boueux, par exemple dans des tunnels, peuvent se révéler problématiques.
Dans le cas des lignes électrifiées, les rails sont utilisés pour assurer le retour du courant de traction vers les sous-stations. Des courants de traction, de l'ordre de 1 000 A, doivent alors coexister avec des courants de circuits de voie de 1 A.
On a recours, dans le cas de ligne électrifiées en courant continu, à des courants alternatifs pour les circuits de voie et dans le cas d'alimentation en courant alternatif pour la traction, à des fréquences différentes pour les circuits de voie. 
Il y a deux types de circuits de voie :
- ceux à joints isolants. Le rail peut être interrompu de deux manières :
  - le rail est interrompu dans sa nature par une matière isolante collée, auquel cas il n'y a pas de discontinuité mécanique (barres de 300 m à plusieurs centaines de kilomètres), sauf si en cas de froid intense, le joint isolé collé (JIC) ne supporte pas les 700 kN (70 tonnes) d'effort et se voit l'objet d'une rupture, notamment avec la présence des anciennes soudures au  champignon du rail ;
  - le rail est interrompu  par un joint mécanique ordinaire (barres de 36 m maximum) auquel cas un assemblage est réalisé avec un profil isolant. Dans ce cas, les connexions inductives, à transformateur à enroulements séparés pour injecter les courants de signalisation, ou ordinaire pour séparer le courant de traction (en circuit fantôme) du courant de signalisation, sont de gros boîtiers à la voie capables de supporter les fortes valeurs du courant de traction. On a recours à des circuits de voie à 50 Hz avec la traction continue (anciennement répandu dans le métro de Paris, PLM, etc.) ou à impulsions de tension élevée (ITE)(métro de Paris et RER RATP, ligne Paris-Strasbourg, métro de Marseille, etc.) où la dissymétrie des deux ondes permet de les différencier du courant de traction aussi bien en continu qu'en alternatif.
- ceux à joints électriques de séparation pour lesquels le rail n'est pas interrompu électriquement mais où des circuits résonnants séries et parallèles protègent le circuit de voie en question de ceux qui ont la même fréquence et vice versa. Un circuit de voie d'une autre fréquence (donc insensible à lui-même) est toujours intercalé entre les deux autres (F1, F3, F1, F3, etc.). F1 perturberait F1, F3 perturberait F3 mais pas F1. Parmi les circuits de voie à joint électrique il existe les circuits de voie de type CVCM (CVCM72 et CVCM94 conçus par Alstom Transport) et les UM (UM71 et UM 2000 conçus par CSEE puis Ansaldo STS).

Les fréquences utilisées par les circuits de voie sont 1700Hz , 2000Hz , 2300Hz et 2600Hz pour les circuits de voie de type UM71 ou UM2000. Elles sont utilisées les unes après les autres pour délimiter des tronçons de voie, de l'ordre du kilomètre en rase campagne, et de quelques centaines de mètres à l'abord des gares. Ces fréquences sont en général modulées en fréquence pour une meilleure immunité aux perturbations engendrées par le passage d'une motrice. En particulier le court-circuit électrique réalisé par le premier essieu, et qui sert à détecter le train, est parfois imparfait et crée au niveau du récepteur de circuit de voie un battement assimilé à de la modulation d'amplitude. La technologie UM71 est antérieure à celle de l'UM2000 et n'est pas parfaitement immune vis-à-vis de ce phénomène.
Un tronçon de voie démarre par un émetteur du signal du circuit de voie et se termine par un récepteur. 
Le filtre qui permet d'isoler les tronçons est un filtre sélectif, situé juste après ou intégré à l'émetteur.
8500 Hz et 9500Hz pour les fréquences CVS.
En effet, l'UM présente un trou de shuntage d'environ quelques mètres entre 2 fréquences différentes donc on superpose un circuit de voie court sans joint, à une des deux fréquences précitées, dans cet espace et qui agit dans les 2 zones contigües (disposition obligatoire en TVM 300 ou TVM 430).
Le courant des circuits de voie peut être modulé à différentes fréquences, qui peuvent être détectées par des équipements à bord des trains pour donner aux conducteurs des indications de signalisation dans la cabine de conduite. C'est le principe de l'ATB aux Pays-Bas, ou de la TVM utilisée sur de nombreuses lignes à grande vitesse.
La modulation de fréquence permet l'insensibilité aux perturbations harmoniques du courant de traction mêmes très élevées avec les engins modernes (300 Hz pour le courant continu ou multiples de 50 Hz en monophasé).
Cette modulation permet également d'émettre, vers le mobile, des informations analogiques (TVM 300 → 18) ou numériques (TVM 430 → 221). 
La modulation d'amplitude, en fréquences inférieures au 50 Hz, sur des porteuses à 300 ou 850 Hz, ne permettait pas d'équiper tous les cas de figures et obligeait au panachage avec d'autres systèmes, trop sensibles aux engins modernes.

## Sécurité
Par définition, toute défaillance dans un système sécuritaire doit conduire le système dans un état où le niveau de sécurité est au moins égal au niveau de l'état où il était avant sa défaillance. L'état sécuritaire choisi dans le cadre des circuits de train est l'état correspondant à l'occupation de la section défectueuse.
La conception sécuritaire d'un circuit de voie signifie qu'en cas de dysfonctionnement, comme l'absence de tension dans le circuit, le système doit se traduire par l'indication d'occupation pour interdire toute autorisation d'entrée dans la section à un autre train. Ainsi, à titre d'exemple, un rail cassé interrompt le circuit et provoque la fermeture du signal ou comme très souvent juste un battement de signal au rouge puis vert si le rail après la rupture se recolle.
Des défaillances peuvent se produire lorsque le champignon du rail (contact roue-rail) est devenu mauvais conducteur, par exemple s'il y a des feuilles, du sable ou de la rouille sur le rail. 
De même, certains véhicules peuvent poser des problèmes si leurs essieux sont isolés ou si le contact roue-rail est insuffisant (véhicules trop légers).
Le relais de voie doit être réalisé de manière aussi sécuritaire que possible, de façon par exemple qu'une surtension ne risque pas de maintenir les contacts du relais collés, ce qui risquerait de maintenir un signal en position ouverte (vert).

## Histoire
Le circuit de voie, inventé par l'ingénieur américain William Robinson, permit la mise en œuvre du signal de block automatique. Ce système fut d'abord expérimenté en modèle réduit en 1870, puis installé à Kinzua (Pennsylvanie) sur la ligne du Philadelphia and Erie Railroad. Il comprenait des disques commandés électriquement placés au sommet de petites cabines de signalisation, et fonctionnait sur le principe de circuits de voie « ouverts ». Son concepteur l'améliora par la suite en utilisant des circuits de voie « fermés »  et modifia l'installation en 1872.
Le terme de circuit  « ouvert » pour la première installation signifiait que c'était la fermeture du circuit au passage d'un train qui mettait le signal à l'arrêt. Cela n'était pas sécuritaire, car un dérangement quelconque dans l'alimentation pouvait remettre le signal à l'ouverture. Le principe fut donc rapidement inversé.